# Justiciinae
Justiciinae, podtribus primogovki, dio tribusa Justicieae, potporodica Acanthoideae. Pripada mu 27 rodova; tipični je  Justicia sa preko 1000 vrsta vazdazelenih trajnica, polugrmova i grmova i.

## Rodovi
1. Subtribus Justiciinae Nees
  1. Justicia L. (937 spp.)
  2. Rostellularia Rchb. (33 spp.)
  3. Leptostachya Nees (2 spp.)
  4. Rhaphidospora Nees (8 spp.)
  5. Dianthera L. (41 spp.)
  6. Nicoteba Lindau (5 spp.)
  7. Ascotheca Heine (1 sp.)
  8. Rungia Nees (85 spp.)
  9. Metarungia Baden (3 spp.)
  10. Anisotes Nees (28 spp.)
  11. Anisostachya Nees (63 spp.)
  12. Trichocalyx Balf.f. (2 spp.)
  13. Meiosperma Raf. (6 spp.)
  14. Pogonospermum Hochst. (34 spp.)
  15. Kenyacanthus I.Darbysh. & Kiel (1 sp.)
  16. Rhinacanthus Nees (27 spp.)
  17. Hypoestes Sol. ex R. Br. (139 spp.)
  18. Dicliptera Juss. (222 spp.)
  19. Vavara Benoist (1 sp.)
  20. Xerothamnella C. T. White (2 spp.)
  21. Dicladanthera F. Muell. (2 spp.)
  22. Cephalacanthus Lindau (1 sp.)
  23. Poikilacanthus Lindau (13 spp.)
  24. Megaskepasma Lindau (1 sp.)
  25. Clistax Mart. (3 spp.)
  26. Harpochilus Nees (3 spp.)
  27. Dasytropis Urb. (1 sp.)